# Amyzon
Genre
Amyzon est un genre fossile de poissons téléostéens de la famille des Catostomidae et de l'ordre des Cypriniformes.
Amyzon fut décrit pour la première en 1872 par ED Cope. Il y a 4 espèces valides dans le genre. Amyzon se retrouve dans les sites de fossiles en Amérique du Nord datés de l'éocène inférieur dans l'État de Washington (États-Unis), et en Colombie-Britannique au Canada, y compris dans les gisements fossilifères McAbee, Driftwood Canyon, et les lits Horsefly, ainsi que des sites de l'oligocène inférieur au Nevada.

## Liste des espèces
Selon Bruner, JC (1991):
- Amyzon aggregatum (Wilson, 1977)†
- Amyzon brevipinne (Cope, 1894)†
- Amyzon commune (Cope, 1874)†
- Amyzon mentale (Cope, 1872)†
- Amyzon gosiutensis Grande, Eastman, and Cavender, 1982† - synonyme junior de Amyzon aggregatum
- Amyzon pandatum Cope, 1874† - synonyme junior de Amyzon commune
- Amyzon fusiforme Cope, 1875† - synonyme junior de Amyzon commune

## Galerie

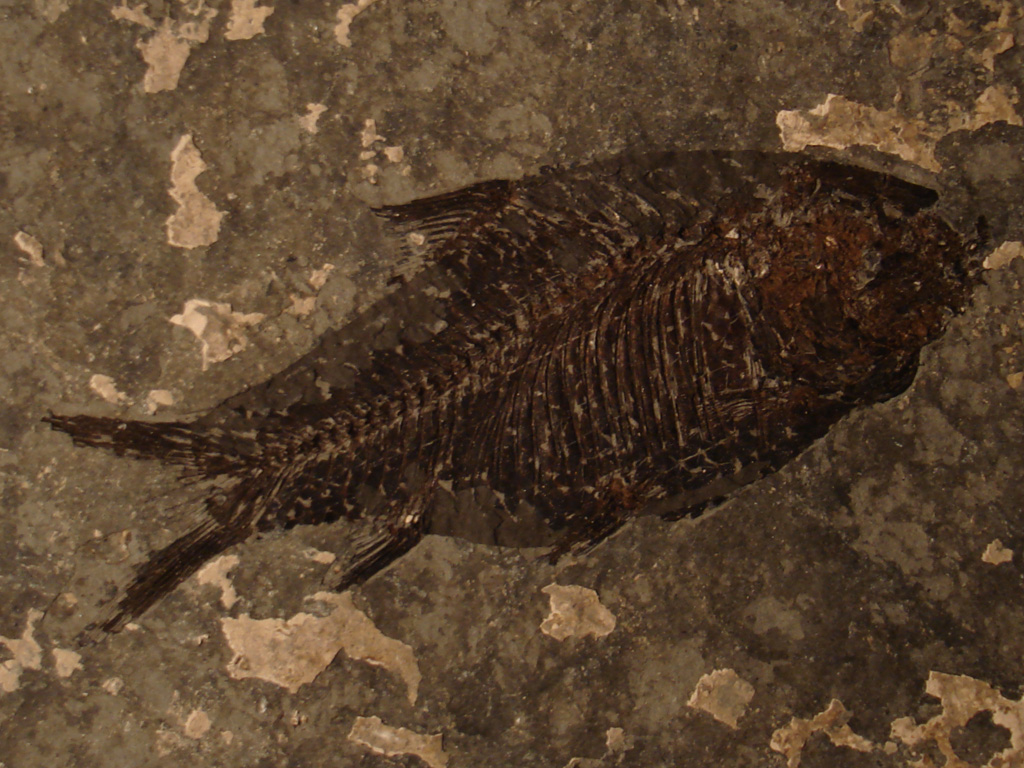
Amyzon hunanensis